# Sim (ville)
Pour les articles homonymes, voir SIM.
Sim (en russe : Сим) est une ville de l'oblast de Tcheliabinsk, en Russie. Sa population s'élevait à 12 858 habitants en 2021.

## Géographie
Sim est arrosée par la rivière Sim et se trouve à 12 km au sud-est de Miniar, à 27 km à l'est d'Acha, centre administratif du raïon d'Acha, dont Sim fait partie, à 108 km à l'est d'Oufa et à 239 km à l'ouest de Tcheliabinsk.

## Histoire

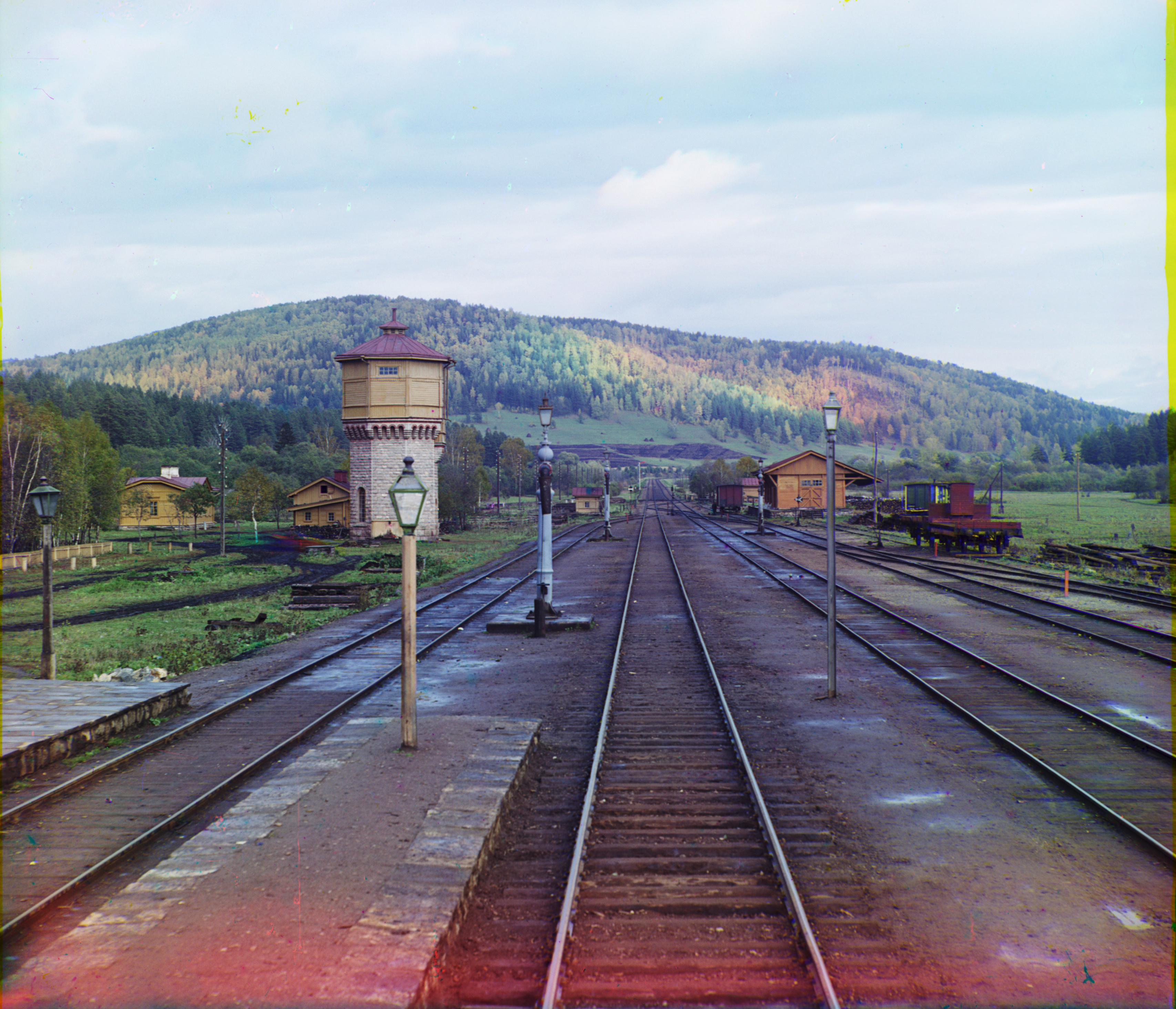
Gare de Sim (1910, Sergueï Prokoudine-Gorski)

La fondation de Sim remonte à 1759. Il s'agit d'abord d'un centre sidérurgique bâti autour de l'usine de Sim (Си́мский Заво́д, Simski Zavod). Après avoir reçu le statut de commune urbaine en 1928, la localité fut renommée Sim et reçut le statut de ville le 13 novembre 1942.

## Population
Recensements (*) ou estimations de la population
| 1926* | 1931  | 1959*  | 1970*  | 1979*  |
| ----- | ----- | ------ | ------ | ------ |
| 3 988 | 6 600 | 13 897 | 18 929 | 21 329 |

| 1989*  | 2002*  | 2010*  | 2012   | 2013   |
| ------ | ------ | ------ | ------ | ------ |
| 20 164 | 16 377 | 14 466 | 14 229 | 13 969 |

| 2016   | 2019   | 2021   | - | - |
| ------ | ------ | ------ | - | - |
| 13 365 | 12 645 | 12 858 | - | - |

## Personnalité
Igor Kourtchatov (1903-1960), célèbre physicien soviétique, y est né.

## Lieux à voir
- Église Saint-Dimitri-de-Thessalonique
- Église de la Présentation-du-Seigneur
- Chambre-musée de Kourtchatov
- Monument aux membres du Komsomol (années 1960)
- Obélisque à l'emplacement de la jonction des partisans des usines de Sim et de Miniar
- Musée de l'histoire de la Révolution
- Vallée sèche de la rivière Sim
- Habitat troglodytique Serpievski